# Эстония на «Евровидении-1994»
Эстония дебютировала на конкурсе Евровидение-1994, который состоялся 30 апреля в театре Пойнт в Дублине, Ирландия. Страну представляла певица Сильви Врайт с песней Nagu merelaine ("Как морская волна"), написанной Иваром Мустом и Леело Тунгал. По итогам голосования она заняла 24-е (предпоследнее) место из 25, набрав только 2 очка. Из-за плохого результата Эстония вылетела из списка участников конкурса Евровидение-1995. Поэтому, Nagu merelaine стала предшественницей эстонской заявки на Евровидение-1996 Kaelakee hääl в исполнении Маарьи-Лийс Илус и Иво Линна. Конкурс был показан ЭТВ с комментариями Велло Ранда. Глашатаем, объявлявшим очки Эстонии, была Урве Тиидус.

## Предыстория
В связи с распадом СССР, Югославии и роспуском Организации Варшавского договора к Европейскому вещательному союзу присоединились страны Восточной и Центральной Европы. Одной из них была Эстония, которая в 1993 году попыталась дебютировать на Евровидение. Страну должна была представлять певица и артистка мюзикла Янника Силламаа с песней Muretut meelt ja südametuld. Но по итогам Предварительного отбора для Милстрита, объединившего предполагаемых дебютантов из Восточной и Центральной Европы, она заняла пятое место и, таким образом, не смогла выступить в Ирландии. Позже ЕВС объявил, что страны, не прошедшие квалификацию в 1993 году, будут допущены к участию на конкурсе 1994 года. И Эстония была одной из них.

## До «Евровидения»

### Eurolaul 1994
Эстонский национальный финал Eurolaul 1994 был вторым выпуском формата, организованного ЭТВ. Он состоялся 26 февраля 1994 года в телестудии ЭТВ в Таллине. Ведущими были Реет Ойя и Гвидо Кангур. Особенностью второго выпуска Eurolaul стало наличие нескольких исполнителей, а не одного, как в первом выпуске. Десять песен было исполнено десятью исполнителями. При этом Пеару Паулус выступал дважды: сольно и с Хедвиг Ханссон; а Эвелин Самуэль - трижды: дважды сольно и в трио с Тынисом Киисом и Аннели Тыевере. Жюри, состоявшее из 16 человек, выбирало победителя, распределяя очки от 1 (минимального) до 12 (максимального). Хотя большая часть жюри выделило песню Kallim kullast в исполнении Хедвиг Ханссон и Пеару Паулуса, победа досталась Сильви Врайт.
| Порядок выступления | Исполнитель                                 | Название песни | Автор(ы)                                                 | Очки | Место |
| ------------------- | ------------------------------------------- | -------------- | -------------------------------------------------------- | ---- | ----- |
| 1                   | Эвелин Самуэль                              | Unelind        | Каари Силламаа, Прийт Паюсаар                            | 73   | 6     |
| 2                   | Иво Линна                                   | Elavad pildid  | Реет Линна, Хейни Вайкмаа                                | 112  | 3     |
| 3                   | Айри Аллвее                                 | Hingemaa       | Эеро Раун, Калле Коппель                                 | 72   | 7     |
| 4                   | Хедвиг Ханссон и Пеару Паулус               | Kallim kullast | Каари Силламаа, Пеару Паулус, Алар Коткас, Илмар Лаисаар | 147  | 2     |
| 5                   | Кади-Сигне Селде                            | Miraaž         | Сиири Сиимер                                             | 56   | 9     |
| 6                   | Пеару Паулус                                | Päikese lapsed | Леело Тунгал, Эло Конго                                  | 101  | 4     |
| 7                   | Эвелин Самуэль                              | Soovide puu    | Каари Силламаа, Прийт Паюсаар                            | 69   | 8     |
| 8                   | Хенри Лакс                                  | Lähedus        | Хенри Лакс                                               | 54   | 10    |
| 9                   | Сильви Врайт                                | Nagu merelaine | Леело Тунгал, Ивар Муст                                  | 158  | 1     |
| 10                  | Тынис Киис, Аннели Тыевере и Эвелин Самуэль | Ime            | Риина Вартс, Хейни Вайкмаа                               | 86   | 5     |

## На «Евровидении»
В 1993 году в связи с распадом Советского Союза, Югославии и роспуском Организации Варшавского договора Европейским вещательным союзом было введено правило относительно квалификации стран-участниц. Согласно нему страны, занявшие последние семь мест, не допускались к участию в конкурсе следующего года. Сильви Врайт выступала под номером 10, между Швейцарией и Румынией. Помимо этого, она стала первой представительницей страны-дебютанта конкурса 1994 года. По итогам голосования Эстония заняла 24-е (предпоследнее) место из 25, набрав только 2 очка, которые поступили от Греции. Из-за плохого результата Эстония была дисквалифицирована из конкурса Евровидение-1995. Страна вернулась в 1996 году. 12 очков эстонское жюри присудило другой стране-дебютанту, Польше. Хотя Россия не присудила Эстонии ни одного очка, это не помешало ей получить 1 очко от эстонского жюри. Дирижёром был Урмас Латтикас.

### Голосование
| Очки      | Страна   |
| --------- | -------- |
| 12 баллов |          |
| 10 баллов |          |
| 8 баллов  |          |
| 7 баллов  |          |
| 6 баллов  |          |
| 5 баллов  |          |
| 4 балла   |          |
| 3 балла   |          |
| 2 балла   | - Греция |
| 1 балл    |          |

| Очки      | Страна         |
| --------- | -------------- |
| 12 баллов | Польша         |
| 10 баллов | Ирландия       |
| 8 баллов  | Норвегия       |
| 7 баллов  | Мальта         |
| 6 баллов  | Франция        |
| 5 баллов  | Великобритания |
| 4 балла   | Венгрия        |
| 3 балла   | Германия       |
| 2 балла   | Швеция         |
| 1 балл    | Россия         |